# 列支敦士登君主
列支敦士登亲王（德語：Fürst von Liechtenstein）是列支敦士登君主及国家元首。列支敦士登王室的名字源自下奥地利州的列支敦士登城堡，列支敦士登王族在1140年到13世纪期间拥有该城堡，随后又从1807年开始重新拥有此城堡。列支敦士登王室是目前欧洲仅有的严格执行长子继承制的王室家族，这意味着只有家族长子才能继承列支敦士登公爵头衔及职位。

## 历史
早年，尽管列支敦士登家族也占领了不少土地，而这些土地主要分布在摩拉维亚、下奥地利州、西里西亚和施蒂利亚等地。但在这些时候，列支敦士登家族也还要效忠更高等级的领主，特别是哈布斯堡王朝；历史上，有好几位列支敦士登公爵是哈布斯堡王朝统治者的亲密顾问。
虽然列支敦士登家族为贵族，但因为没有资格从皇帝处获得直辖采邑，所以他们也没有资格参加神圣罗马帝国的议会。不过在1699年和1712年，列支敦士登家族通过瓦尔德堡-蔡尔－霍恩海姆伯爵分别购买了施伦贝格小领地和瓦杜兹伯国。从此列支敦士登家族拥有了帝国直辖采邑，因此他们也有权升格为帝国议会议员。鉴于此，神圣罗马皇帝查理六世于1719年1月23日颁布御令，将施伦贝格与瓦杜兹合并为亲王国归于列支敦士登家族名下，并授予“亲王”头衔给当时的列支敦士登家族领袖安東·佛洛里安。

## 权力
列支敦士登親王拥有不少权力，其中就包括任命法官、罢免内阁或某位内阁成员、否决权以及号召全民公决。在2003年列支敦斯登修憲公投中，现任親王汉斯·亚当二世要求对列支敦士登现行宪法的部分条款进行修改。这些修改一方面扩大了親王的权力，例如他将拥有对议会立法的否决权；但另一方面他又同意在任何时候不会否决公民就列支敦士登君主制的存废进行公投的提案。同时也保留了列支敦士登公国各组成部分脱离国家的权力。
汉斯·亚当親王警告道，如果这次公投被否决，他和他的家人将搬到奥地利居住。尽管该公投遭到了时任列支敦士登首相的马里奥·弗里克的强烈反对，但最终结果还是在2003年获得通过。反对者指责亚当親王利用情感绑架选民以实现自己的政治目的，而欧洲委员会的宪法专家将这次公投通过评价为民主倒退之举。但在2012年列支敦斯登修憲公投中，76%的投票民众否决了撤销列支敦士登公爵新否决权的提议。
2004年8月15日，汉斯·亚当親王正式将自己的大部分权力授予给自己的儿子阿洛伊斯王储，作为向次世代过渡的标志。不过目前的列支敦士登君主和国家元首依旧是汉斯·亚当親王。

## 薪酬
列支敦士登公爵是没有工资收入的，但是每年可以领取25万瑞士法郎的津贴。

## 头衔
根据列支敦士登王室的王室家法，列支敦士登君主拥有如下头衔：
- 列支敦士登公爵
- 奥帕瓦与克尔诺夫（英语：Duchy of Krnov）大公
- 里特贝格（英语：County of Rietberg）伯爵
- 列支敦士登王朝元首

## 歷史标志

列支敦士登公爵 曾用个人标志 （1957年－1982年）
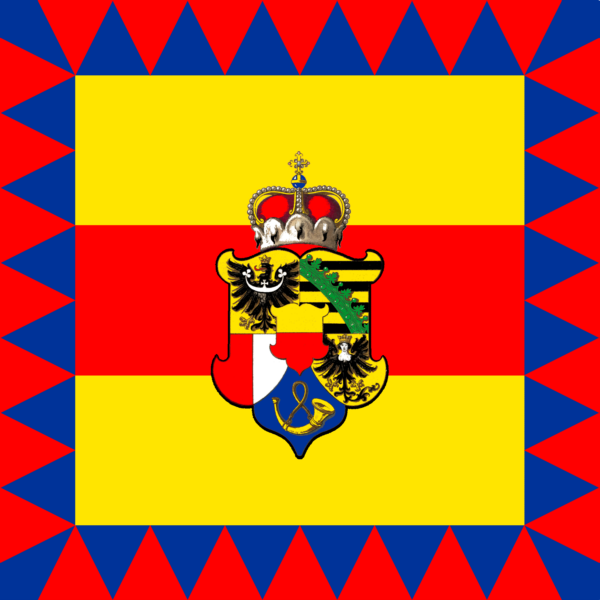
前公爵标志 （1912年采用）

## 脚注
1. ↑  . The Princely House of Liechtenstein.   [2021-03-05]. （原始内容存档于2021-05-06）.
2. 1 2  . 中华人民共和国外交部.   [2021-03-05]. （原始内容存档于2018-08-22）.
3. ↑  . BBC在线. BBC新闻.   [2021-03-05]. （原始内容存档于2015-12-15）.
4. ↑  . 世纪报.   [2021-03-05]. （原始内容存档于2017-09-07）.
5. ↑  Caroline Copley. . 路透社. 2012-07-01  [2021-03-05]. （原始内容存档于2012-07-01） （英语）.
6. ↑  . BBC在线. BBC新闻.   [2021-03-05]. （原始内容存档于2021-06-03）.
7. ↑  Camilla Hodgson. . 商业内幕.   [2021-03-05]. （原始内容存档于2021-05-13）.
8. ↑  . The Princely House of Liechtenstein.   [2021-03-05]. （原始内容存档于2020-08-08）.

## 链接
- 官方网站（英文）（德文）（捷克文）